# 플로렌스 포스터 젱킨스
플로렌스 포스터 젱킨스(영어: Florence Foster Jenkins, 1868년 7월 19일 ~ 1944년 11월 26일)는 미국의 소프라노 가수이다. 또한 플로렌스 포스터 젱킨스는 음악에 전혀 소질이 없었던 성악가로 유명하다.

## 생애
젱킨스는 1868년 펜실베이니아주의 부유한 가정에서 태어났으며 원래 이름은 플로렌스 포스터였다. 어려서 음악 레슨을 받으면서 외국에 가서 음악을 더 배우고 싶어했으나 아버지가 허락하지 않았다. 의사였던 프랭크 손튼 젱킨스(Frank Thornton Jenkins)와 눈이 맞아 집에서 도망나와 필라델피아로 갔고, 결국 그와 결혼했다. (둘은 1902년에 이혼했다.) 교사 및 피아니스트로 생계를 이어가다, 아버지가 1909년에 사망하면서 많은 돈을 유산으로 물려받았고 이로 인해 전 남편과 아버지가 반대하던 가수 생활을 시작할 여유가 생겼다. 필라델피아에서 성악 레슨을 받으면서 베르디 클럽(Verdi Club)을 자신이 직접 비용을 대고 설립하였고 1912년에는 처음으로 리사이틀을 열기도 했다. 1928년에 어머니마저 사망하면서 더욱 많은 유산을 물려받았고 더욱 음악에 열중하게 되었다.
생전에 그녀가 녹음한 음반을 들어보면, 젱킨스는 음악에 대한 감각이 전혀 없었음을 알 수 있다. 음의 높낮이나 리듬에 대한 감이 없어보이며, 음표도 겨우 따라가는 정도였다. 젱킨스가 리듬이나 박자를 실수하면, 이를 무마하기 위해서 젱킨스를 따라 반주도 틀리게 연주하는 경우도 있었다. 그럼에도 불구하고, 젱킨스는 매우 독특한 방식으로 유명인사가 되었다. 관객들은 그녀의 어이없는 노래를 매우 즐거워 했으며, 평론가들이 비꼬는 형태로 쓴 찬사는 많은 사람들에게 호기심을 불러 일으켰다.
주변 사람들의 반응에 아랑곳하지 않고, 젱킨스는 자신이 위대한 성악가라고 확신하고 있었다. 자신을 저명한 성악가인 프리다 헴펠 (Frieda Hempel)이나 루이자 테트라치니 (Luisa Tetrazzini)와 비교했으며, 음악을 듣다가 웃음을 터뜨리는 사람들은 자신의 재능을 시기해서 그러는 것이라고 일축했다. 간혹 자신을 혹평하는 평론가들에 대해서는 "사람들은 내가 노래를 못한다고 할 수는 있어도, 내가 노래를 안한다고 할 수는 없을 것"이라고 반박했다고 한다.
볼프강 아마데우스 모차르트, 주세페 베르디, 리하르트 슈트라우스등이 작곡한 (본인이 절대 소화하지 못하는) 일반적인 오페라 아리아 외에도, 자신과 반주자 코스미 맥문(Cosmé McMoon)이 직접 작곡한 노래도 젱킨스의 레퍼토리였다. 무대에서는 본인이 직접 디자인한 화려한 무대의상을 입고 노래를 불렀는데, 어떨 때는 요란한 장식이 되어 있거나 날개가 달린 의상을 입기도 했다. 1943년에는 택시 때문에 교통사고를 당하기도 했는데, 전에는 잘 안되던 '높은 바 음'(a higher F)발성이 사고 후에 잘 된다며, 택시회사를 고소하는 대신 값비싼 시가를 선물하기도 했다.
많은 사람들의 호기심과 요청에도 불구하고, 젱킨스는 언제나 자신의 클럽 소속 사람들과 소수의 초청객들 앞에서만 노래를 불렀다. 뉴욕 시의 리츠 칼튼 호텔 연회장에서 매년 정기 공연을 했으며, 본인이 직접 나눠준 초청장을 받은 사람들만 입장할 수 있었다. 대중들의 끊이지 않는 애청에 못 이겨 1944년 10월 25일에 카네기 홀에서 공연을 했는데, 몇주일전에 입장권이 매진될 정도로 인기를 끌었다. 젱킨스는 카네기 홀 공연 5일 후에 음반 가게에서 쇼핑을 즐기다가 심장 발작으로 쓰러졌고, 그 후 한 달 만에 사망했다.
어떤 사람들은 젱킨스가 32년 동안 엉터리 성악가로 활동한 것이 사람들을 재미있게 하려는 장난이었을 뿐이라고 주장하고, 어떤 사람들은 젱킨스가 마지막 공연 후 한 달 만에 죽은 것은 평론가들의 가혹한 비평에 충격을 받았기 때문이라고 주장하기도 한다. 그러나 이런 주장에는 근거가 부족하며, 한가지 확실한 것은 젱킨스는 사망하는 순간까지 자신이 성공한 성악가라는 확신을 가지고 있었다는 점이다. 젱킨스는 생전에 다섯개의 78-rpm 레코드에 아홉개의 아리아를 녹음했는데, 이 음반은 세 개의 CD로 재발매되었다.
현대의 의사들은 그녀가 음악적인 감각이 떨어질 수 밖에 없는 이유가 그녀의 고질병이었던 매독 때문이라고 추측하기도 한다. 그녀는 전 남편에게 매독을 옮아 평생 아이를 갖지 못하고 살았는데, 항생제가 없었던 시절 매독균이 그녀의 중추신경에 장애를 입혔고, 이것이 그녀의 청력과 음악적인 감각에 영향을 미친 것으로 보인다. 또한 당시에 매독 치료제로 쓰였던 수은이 더욱 치명적인 부작용을 낳았을 가능성 또한 있다.